# Riccardo Tonetti
Riccardo Tonetti (Bolzano, 14 maggio 1989) è un ex sciatore alpino italiano, vincitore della Coppa Europa nel 2015.

## Biografia

### Stagioni 2005-2014
Sciatore polivalente attivo dal dicembre del 2004, Tonetti ha disputato esordito in Coppa Europa il 13 dicembre 2007 a San Vigilio in slalom gigante, senza qualificarsi per la seconda manche; ha partecipato a due edizioni dei Mondiali juniores, ottenendo come miglior risultato il 5º posto nel supergigante a Garmisch-Partenkirchen 2009. L'esordio in Coppa del Mondo è avvenuto il 26 gennaio 2010 a Schladming in slalom speciale, senza che lo sciatore riuscisse a terminare la prova.
Il 24 gennaio 2012 è salito per la prima volta sul podio in Coppa Europa, chiudendo al 3º posto lo slalom speciale disputato a Zell am See alle spalle del tedesco Stefan Luitz e del francese Nicolas Thoule; l'anno seguente, il 4 gennaio 2013, ha ottenuto nella stessa manifestazione continentale il primo successo, nello slalom speciale tenutosi sul tracciato di Chamonix.

### Stagioni 2015-2023
Nella stagione 2014-2015 si è aggiudicato la Coppa Europa assoluta, giungendo primo anche nella classifica di slalom speciale; nel 2016 ha conquistato l'ultima vittoria nel circuito continentale, il 12 gennaio a Folgaria in slalom gigante, e il titolo nazionale nella medesima specialità. Il 19 febbraio 2017 ha ottenuto l'ultimo podio in Coppa Europa, a Oberjoch in slalom speciale (3º), e ai successivi Mondiali di Sankt Moritz 2017, suo esordio iridato, si è classificato 10º nello slalom gigante e 23º nella combinata. Ai XXIII Giochi olimpici invernali di Pyeongchang 2018, sua unica presenza olimpica, si è piazzato 18º nella combinata, 5º nella gara a squadre e non ha completato lo slalom gigante e lo slalom speciale; nella stessa stagione ai Campionati italiani 2018 ha vinto in slalom speciale il suo secondo e ultimo titolo nazionale.
Ai Mondiali di Åre 2019 ha vinto la medaglia di bronzo nella gara a squadre (partecipando come riserva), è stato 4º nella combinata e non ha completato lo slalom gigante; in quello stesso 2019 ha ottenuto in combinata i suoi migliori piazzamenti in Coppa del Mondo: il 22 febbraio a Bansko e il 29 dicembre a Bormio (4º). Ai Mondiali di Cortina d'Ampezzo 2021, sua ultima presenza iridata, si è classificato 12º nello slalom gigante, 7º nella combinata, 8º nella gara a squadre e non si è qualificato per la finale nello slalom parallelo. Ha preso per l'ultima volta il via in Coppa del Mondo il 7 gennaio 2023 ad Adelboden in slalom gigante, senza completare la gara, e si è ritirato al termine di quella stessa stagione 2022-2023: la sua ultima gara in carriera è stata lo slalom gigante dei Campionati italiani 2023, disputato il 25 marzo a La Thuile.

## Palmarès

### Mondiali
- 1 medaglia:
  - 1 bronzo (gara a squadre a Åre 2019)

### Coppa del Mondo
- Miglior piazzamento in classifica generale: 35º nel 2020

### Coppa Europa
- Vincitore della Coppa Europa nel 2015
- Vincitore della classifica di slalom speciale nel 2015
- 11 podi:
  - 4 vittorie
  - 2 secondi posti
  - 5 terzi posti

#### Coppa Europa - vittorie
| Data             | Località      | Paese    | Specialità |
| ---------------- | ------------- | -------- | ---------- |
| 5 gennaio 2013   | Chamonix      | Francia  | SL         |
| 21 febbraio 2015 | Jaun          | Svizzera | SL         |
| 16 marzo 2015    | Kranjska Gora | Slovenia | SL         |
| 12 gennaio 2016  | Folgaria      | Italia   | GS         |

Legenda:

GS = slalom gigante

SL = slalom speciale

### South American Cup
- Miglior piazzamento in classifica generale: 19º nel 2012
- 1 podio:
  - 1 vittoria

#### South American Cup - vittorie
| Data              | Località             | Paese     | Specialità |
| ----------------- | -------------------- | --------- | ---------- |
| 15 settembre 2011 | Ushuaia Cerro Castor | Argentina | SL         |

Legenda:

SL = slalom speciale

### Far East Cup
- Miglior piazzamento in classifica generale: 10º nel 2017
- 5 podi:
  - 1 vittoria
  - 2 secondi posti
  - 2 terzi posti

#### Far East Cup - vittorie
| Data          | Località         | Paese  | Specialità |
| ------------- | ---------------- | ------ | ---------- |
| 17 marzo 2017 | Južno-Sachalinsk | Russia | SG         |

Legenda:

SG = supergigante

### Campionati italiani
- 6 medaglie[2]:
  - 2 ori (slalom gigante nel 2016; slalom speciale nel 2018)
  - 3 argenti (supercombinata nel 2014; slalom speciale nel 2015; slalom speciale nel 2021)
  - 1 bronzo (slalom gigante nel 2022)